# Adem Bona
Pour les articles homonymes, voir Adem et Bona.
Adem Bona, né Ikechukwu Stanley Okoro le  28 mars 2003 à Lagos au Nigeria, est un joueur turco-nigérian de basket-ball évoluant au poste de pivot et mesurant 2,08 m.

## Biographie

### Carrière universitaire
Entre 2022 et 2024, il joue pour les Bruins de l'UCLA à l'université de Californie à Los Angeles.
Le 12 avril 2024, il annonce qu'il se présente à la draft 2024 de la NBA.

### Carrière professionnelle

#### 76ers de Philadelphie (depuis 2024)
Le 27 juin 2024, lors de la draft, il est sélectionné en 41e position par les 76ers de Philadelphie.

## Palmarès

### Universitaire
- First-team All-Pac-12 (2024)
- Pac-12 Defensive Player of the Year (2024)
- 2× Pac-12 All-Defensive Team (2023, 2024)
- Pac-12 Freshman of the Year (2023)
- Pac-12 All-Freshman Team (2023)
- McDonald's All-American (2022)

## Statistiques

### Universitaires
| Saison    | Équipe   | Matchs | Titul. | Min./m | % Tir | % 3pts | % LF | Rbds/m. | Pass/m. | Int/m. | Ctr/m. | Pts/m. |
| --------- | -------- | ------ | ------ | ------ | ----- | ------ | ---- | ------- | ------- | ------ | ------ | ------ |
| 2022-2023 | UCLA     | 33     | 30     | 22,9   | 67,5  | 0,0    | 57,3 | 5,27    | 0,73    | 0,58   | 1,73   | 7,73   |
| 2023-2024 | UCLA     | 33     | 33     | 26,6   | 58,8  | 0,0    | 69,6 | 5,91    | 1,24    | 1,12   | 1,76   | 12,39  |
| Carrière  | Carrière | 66     | 63     | 24,8   | 62,1  | 0,0    | 65,2 | 5,59    | 0,98    | 0,85   | 1,74   | 10,06  |

### Professionnelles

#### Saison régulière
| Saison    | Équipe       | Matchs | Titul. | Min./m | % Tir | % 3pts | % LF | Rbds/m. | Pass/m. | Int/m. | Ctr/m. | Pts/m. |
| --------- | ------------ | ------ | ------ | ------ | ----- | ------ | ---- | ------- | ------- | ------ | ------ | ------ |
| 2024-2025 | Philadelphie | 58     | 11     | 15,6   | 70,3  | 0,0    | 67,0 | 4,20    | 0,50    | 0,40   | 1,20   | 5,80   |
| Carrière  | Carrière     | 58     | 11     | 15,6   | 70,3  | 0,0    | 67,0 | 4,20    | 0,50    | 0,40   | 1,20   | 5,80   |